# Вудворд Тауншип (округ Клірфілд, Пенсільванія)
Вудворд Тауншип (англ. Woodward Township) — селище (англ. township) в США, в окрузі Клірфілд штату Пенсільванія. Населення — 4137 осіб (2020).

## Демографія
Згідно з переписом 2010 року, у селищі мешкали 3992 особи в 770 домогосподарствах у складі 491 родини. Було 889 помешкань
Расовий склад населення:
| - 65,6 % — білих - 28,5 % — чорних або афроамериканців - 0,2 % — азіатів - 5,5 % — осіб інших рас |

До двох чи більше рас належало 0,2 %. Частка іспаномовних становила 6,0 % від усіх жителів.
За віковим діапазоном населення розподілялося таким чином: 8,6 % — особи молодші 18 років, 81,8 % — особи у віці 18—64 років, 9,6 % — особи у віці 65 років та старші. Медіана віку мешканця становила 36,6 року. На 100 осіб жіночої статі у селищі припадало 334,4 чоловіків;  на 100 жінок у віці від 18 років та старших — 385,4 чоловіків також старших 18 років.
Середній дохід на одне домашнє господарство  становив 44 432 долари США (медіана — 31 724), а середній дохід на одну сім'ю — 58 817 доларів (медіана — 46 827). Медіана доходів становила 30 625 доларів для чоловіків та 24 563 долари для жінок. За межею бідності перебувало 18,3 % осіб, у тому числі 24,8 % дітей у віці до 18 років та 11,3 % осіб у віці 65 років та старших.
Цивільне працевлаштоване населення становило 726 осіб. Основні галузі зайнятості: роздрібна торгівля — 22,9 %, освіта, охорона здоров'я та соціальна допомога — 22,9 %, транспорт — 10,5 %, виробництво — 8,7 %.